# Groß Santersleben
Groß Santersleben ist ein Ortsteil der Gemeinde Hohe Börde im Landkreis Börde in Sachsen-Anhalt.

## Geografie
Groß Santersleben liegt ca. 4 km nordwestlich von Irxleben.
Als Wohnplätze der ehemaligen Gemeinde waren ausgewiesen:
- Rasthof Börde

## Geschichte

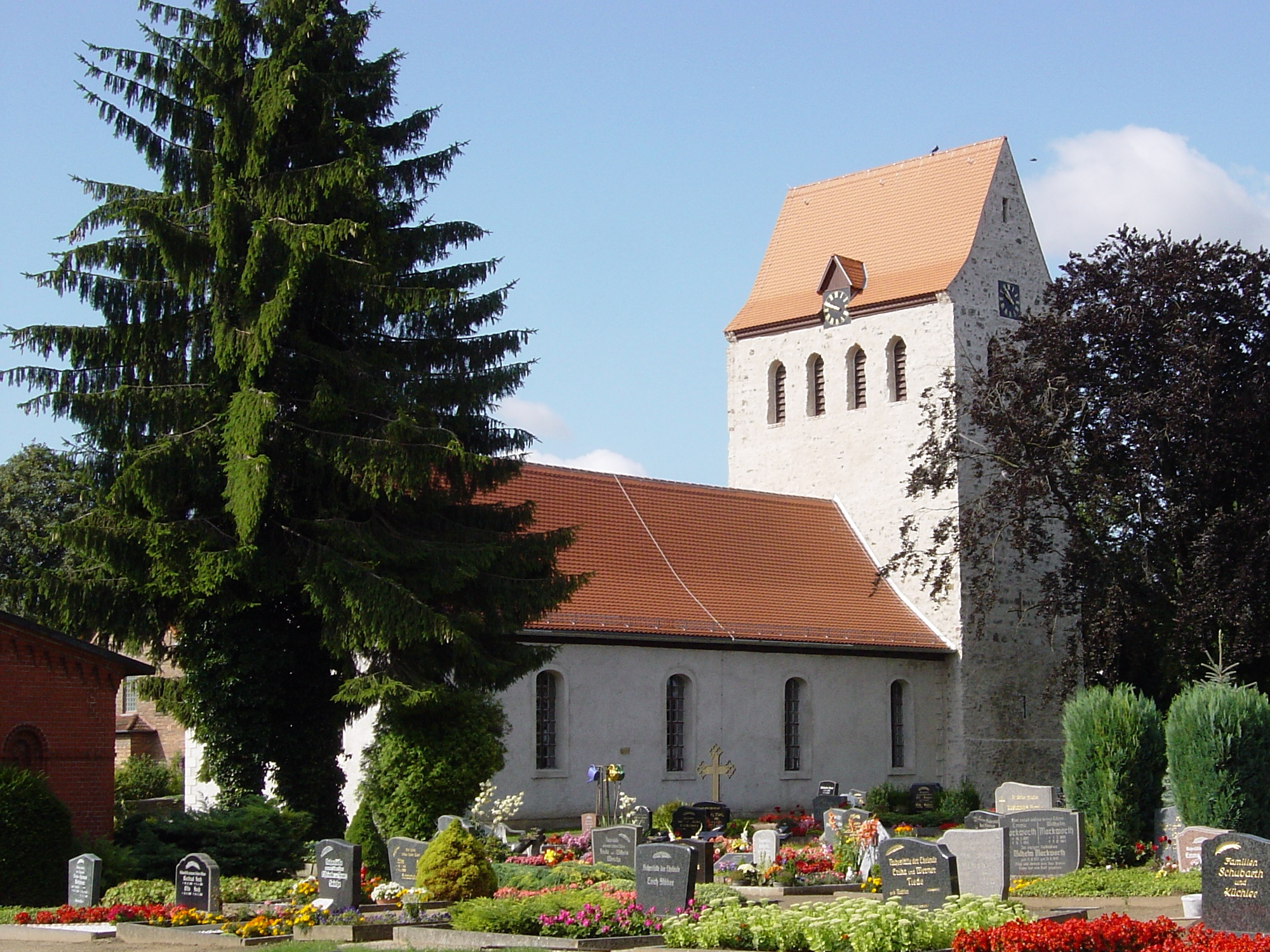
Evangelische Kirche in Groß Santersleben

Groß Santersleben wurde erstmals im Jahr 1013 als Groten-Sanderslove urkundlich erwähnt und auch 1742 noch Groß-Sandersleben geschrieben. Der Name leitet sich vom Personennamen Sander ab. Der Ort gehörte zur Grafschaft Walbeck. Das alte, heute noch existierende, sächsische Adelsgeschlecht von Sandersleben stammt aus Santersleben. Das Gut Klein-Santersleben gehörte zuletzt Albrecht von Veltheim-Destedt (1887–1967). Veltheim war Ehrenritter des Johanniterorden und Oberst a. D. Vorheriger Besitzer dieses relativ kleinen Gutes war 1922 Julius Jordan. Der Besitz umfasste 73 ha. Groß Santersleben gehörte bis zur Bodenreform Wilhelm von Veltheim.
Am 1. Januar 2010 schlossen sich die bis dahin selbstständigen Gemeinden Groß Santersleben, Ackendorf, Bebertal, Eichenbarleben, Hermsdorf, Hohenwarsleben, Irxleben, Niederndodeleben, Nordgermersleben, Ochtmersleben, Schackensleben und Wellen zur neuen Gemeinde Hohe Börde zusammen.

## Sehenswürdigkeiten
Das Hopfen-Info-Haus am Lindenplatz beherbergt eine Ausstellung über das einst nördlichste Hopfenanbaugebiet Deutschlands. Nicht nur Arbeitsgeräte zur Gewinnung des Hopfens wurden restauriert, sondern auch Dokumente, welche die Arbeit repräsentieren. Vor dem Gebäude befindet sich der Hopfenhof, auf dem die Einwohner des Ortes ihre Feste feiern und Ausstellungen bewundern.
Der Kultursaal in Groß Santersleben ist einer der größten der Gemeinde Hohe Börde.
Weiterhin führt der Holunderradweg der Gemeinde durch Groß Santersleben.

## Vereine
Groß Santersleben hat ein aktives und belebtes Vereinsleben. Vereine im Ort sind:
- SV Groß Santersleben 1924 e. V.
- Feuerwehrverein Groß Santersleben
- Förderverein Groß Santersleben e. V.
- Kita-Förderverein „Kinderland“ e. V.
- Seniorenkreis Ev. Kirchengemeinde
- Ortsgruppe Volkssolidarität
- Rasse-Geflügel-Züchterverein
- Reit- und Fahrverein Elbe-Börde e. V.

## Politik
Für den Ortsteil Groß Santersleben wurde eine Ortschaftsverfassung eingeführt. Der Ortschaftsrat von Groß Santersleben besteht aus 7 Mitgliedern.

### Bürgermeister
Der aktuelle Ortsbürgermeister ist Andreas Burger (BfGS).

### Wappen
Das Wappen wurde am 12. September 1996 durch das Regierungspräsidium Magdeburg genehmigt.
Blasonierung: „In Rot ein silberner Pfahl, überdeckt von fünf großen und fünf kleinen fächerartig gebundenen goldenen Pfauenfedern mit blauen Augen.“

## Friedhof
- Grabstätte auf dem Ortsfriedhof für den zur Zwangsarbeit nach Deutschland verschleppten polnischen Zwangsarbeiter Bronislaw Chojnacki, der wegen verbotenen Umgangs mit einer deutschen Frau 1942 gehängt wurde

## Persönlichkeiten
- Johann Gottlieb Immermann (1707–1777), Rektor des Domgymnasiums in Magdeburg und von 1753 bis zu seinem Tod Pastor in Groß Santersleben

## Verkehr
Zur Bundesstraße 1, die Braunschweig mit Magdeburg verbindet, sind es in nördlicher Richtung ca. 3,5 km. Die Bundesautobahn 2 (Anschlussstelle Irxleben) wird nach 4 km erreicht.